# فويتشيخ نوفيتسكي
فويتشيخ نوفيتسكي (مواليد 22 فبراير 1989) هو لاعب ألعاب قوى بولندي متخصص في رمي المطرقة، فاز بالميدالية الذهبية في أولمبياد 2020.